# 荔波唇柱苣苔
荔波唇柱苣苔（学名：Chirita liboensis）为苦苣苔科唇柱苣苔属下的一个种。其种加词“liboensis”意为“贵州荔波的”。
现接受名为荔波报春苣苔（Primulina liboensis (W.T.Wang & D.Y.Chen) Mich.Möller & A.Weber, 2011）。